# State Awards
De State Awards was een muziekprijs voor Nederlandse hiphop-/urbanartiesten die van 2008 tot 2013 jaarlijks werden uitgereikt. De verkiezing werd georganiseerd door het in 2015 ter ziele gegane State Magazine van BNN. Luisteraars konden via internet stemmen op de genomineerden. De State Awards zijn in 2008 ontstaan uit een samenvoeging van de Gouden Greep en de Urban Awards. Door het wegvallen van sponsors en het fuseren van BNN met VARA tot BNN/VARA bleek het na 2013 onmogelijk de prijs voort te zetten.

## Categorieën
| Categorie                  | vanaf | tot  |
| -------------------------- | ----- | ---- |
| Beste Album                | 2008  | 2013 |
| Beste Artiest              | 2008  | 2013 |
| Beste Clip/Video           | 2008  | 2013 |
| Beste Dj                   | 2008  | 2013 |
| Beste Groep                | 2008  | 2013 |
| Beste Liveact              | 2008  | 2013 |
| Beste Mixtape/Ep           | 2008  | 2013 |
| Beste Producer             | 2008  | 2013 |
| Beste Single               | 2008  | 2013 |
| Rookie of the Year         | 2008  | 2013 |
| Lifetime Achievement Award | 2008  | 2013 |
| Drop your Demo             | 2008  | 2008 |
| Lijn5 Award                | 2009  | 2009 |
| 101 Barz Award             | 2009  | 2013 |

### Lifetime Achievement Award
De Lifetime Achievement Award is een prijs voor een artiest die al een lange tijd meedraait. De prijs werd eerst toegekend bij de Gouden Greep.
De winnaar werd uitgekozen door een jury. De winnaars van de Gouden Grepen waren Extince, Def P & Rudeboy. De winnaar van 2008 was Brainpower. In 2009 werd The Anonymous Mis (Postman) tot winnaar gekozen.

### Rookie of the year
Rookie of the year was een prijs voor de beste nieuwkomer. In 2008 werd deze gewonnen door Sef, in 2009 Fresku, in 2010 door Mr. Polska en in 2012 door Ronnie Flex.

### Drop your Demo
Uit door onbekende artiesten opgestuurde demo's werden in 2008 door een jury genomineerden gekozen.

### Lijn5Award
De Lijn5 Award werd alleen in 2009 uitgereikt. Het was een prijs voor de rapper met de beste tekst. De prijs werd gewonnen door Fresku met het nummer Twijfel.

### 101 BarzAward
101Barz is een programma waarin verschillende rappers langs komen om te rappen. Uit 16 genomineerden worden door het publiek vijf finalisten gekozen.
Winne won in 2009 de eerste 101 Barz Award, uitgereikt door Rotjoch. Winne gaf vervolgens zijn prijs aan Kleine Viezerik, omdat hij vond dat Kleine Viezerik hem verdiende. De tweede editie in 2010 ging naar Keizer en Priester.

## Prijzen
De prijzen die de winnaars van een State Award winnen verschillen per jaar.
- 2008: een Gouden Ring
- 2009: een Gouden Vest
- 2010: een Gouden Pet
- 101Barz Award: een beker die per jaar verschilt

## 2008

### Personen
| Beste Artiest | Beste Groep              | Beste Producer | Beste Live Act           | Beste Dj     | Rookie of the Year |
| ------------- | ------------------------ | -------------- | ------------------------ | ------------ | ------------------ |
| Boellie       | Colombiaanse Bloedgroep  | Bas Bron       | DJVT                     | The Flexican | Hef                |
| Jiggy Djé     | DJVT                     | Big2           | Pete Philly & Perquisite | DJ Gomez     | Jayh               |
| Kempi         | The Opposites            | FS Green       | The Opposites            | DJ MBA       | Sef                |
| Sjaak         | Pete Philly & Perquisite | Reverse        | Typhoon                  | Dj Waxfiend  | Skenkie            |
| JayJay        | Zo Moeilijk              | SOUNDG8        | Ziggi                    | Mr Wix       | Murda Turk         |

### Muziek
| Beste Album                    | Beste Single                                 | Beste Videoclip                             | Beste Mixtape/Ep                                |
| ------------------------------ | -------------------------------------------- | ------------------------------------------- | ----------------------------------------------- |
| DJVT - De Machine              | DJVT - Hollereer                             | Dio, Voicst - Het is je Boy                 | Flinke Namen, Dio & Opposites - Op Volle Toeren |
| Kempi - Du Zoon                | Kempi - Wakker in Du Cel                     | DJVT - Hollereer                            | Kempi - Mixtape 3.1                             |
| Kubus, BangBang - Pie and Mash | Partysquad, Dio, Sef, Sjaak & Reverse - Stuk | Hayzee - Press Start                        | DJ MBA & Jayh - Jayh.nl                         |
| Steen - Muziek voor je Moeder  | Pete Philly & Perquisite - Mystery Repeats   | The Opposites - Vandaag                     | DJ MP - Rotterdam                               |
| Ziggi - Intransit              | Sabrina Starke - Do for love                 | Winne, Mr. Probz - Begrijp me niet Verkeerd | Murda Turk - Turkse Pizza                       |

### Verkiezingen
| Award                | Winnaar     |
| -------------------- | ----------- |
| Drop Your Demo       | Zwart Licht |
| Lifetime Achievement | Brainpower  |

## 2009

### Personen
| Artiest    | Groep         | Producer   | Live Act                 | Dj           | Rookie          | 101 Barz        | Lifetime Achievement |
| ---------- | ------------- | ---------- | ------------------------ | ------------ | --------------- | --------------- | -------------------- |
| Boellie    | Fakkelbrigade | Big2       | Dio                      | Dj Abstract  | Fotosynthese    | Fakkelbrigade   | The Anonymous Mis    |
| Dio        | Flinke Namen  | FS Green   | Jiggy Djé                | The Flexican | Fresku          | Kempi           | The Anonymous Mis    |
| Jiggy Djé  | Kyteman       | Hayzee     | Kyteman                  | Lil' Vic     | Kleine Viezerik | Kraantje Pappie | The Anonymous Mis    |
| Salah Edin | M.O & Brakko  | Perquisite | Pete Philly & Perquisite | DJ TLM       | Kraantje Pappie | Winne           | The Anonymous Mis    |
| Winne      | Zwart Licht   | SirOJ      | Zwart Licht              | DJ Turne     | Skinto          | Zwart Licht     | The Anonymous Mis    |

### Muziek
| Categorie     | Genomineerde |
| ------------- | --- |
| Beste Album   | Winne - Winne zonder strijd Zwart Licht - Bliksemschicht Jiggy Djé - Ark de Triomf Dio - Rock & Roll Fakkelbrigade - Colluci Era                                               |
| Beste Single  | Fresku - Twijfel Winne - W.I.N.N.E Jiggy Dje met Pete Philly - Ik Heb Je Dio met Sef - Tijdmachine Diggy Dex met Eva De Roovere - Slaap Lekker                                 |
| Beste Clip    | Zwart Licht - Back-up Staat Klaar Flinke Namen - Wolken Dio met Sef - Aye Aiky met Matarr & Stee - Echte Mannenwereld The Partysquad met Dio, Sef & Sjaak - Licht van de Laser |
| Beste Mixtape | Hef, Ado'nis & Crooks - Boyz in de Hood Keizer - Straattegisch Kempi - Mixtape 3.2 Flinke Namen - Kunst & Vliegwerk DJ MP & Rascle - De Recessie                               |
| Lijn 5 Award  | Fresku - Twijfel Jiggy Dje - Hey DJ! Typhoon - Binnenvetter Remix Akwasi - Guillotine Winne - Superster Remix                                                                  |

## 2010

### Personen
| Artiest   | Groep                    | Producer | Live Act        | Dj          | Rookie       | 101 Barz          | Lifetime Achievement |
| --------- | ------------------------ | -------- | --------------- | ----------- | ------------ | ----------------- | -------------------- |
| Blaxtar   | Bang Bros (Hef en Murda) | Big2     | Flinke Namen    | DJ Abstract | Boef & Aap   | Maikal X          | KC The Funkaholic    |
| Fresku    | Dret & Krulle            | FS Green | Kleine Viezerik | FS Green    | D. Lipps     | Keizer & Priester | KC The Funkaholic    |
| Hef       | Fakkelbrigade            | Reverse  | The Opposites   | Jane Doe    | Gers Pardoel | lastpac           | KC The Funkaholic    |
| Mr. Probz | Flinke Namen             | SirOJ    | Typhoon         | Vic Crezée  | Mr. Polska   | GMB               | KC The Funkaholic    |
| Sticks    | The Opposites            | SOUNDG8  | Zwart Licht     | DJ SP       | Tastic       | Dret & Krulle     | KC The Funkaholic    |

### Muziek
| Beste Album                        | Beste Single                            | Beste Nummer                         | Beste Mixtape                          |
| ---------------------------------- | --------------------------------------- | ------------------------------------ | -------------------------------------- |
| Fresku - Fresku                    | Hef, Badboy Taya & Feis - Op een Missie | Boef & Aap - Vind Ons                | Reverse, Ado'nis & Jayh - Slordig      |
| Hef - Hefvermogen                  | Murda Turk & FS Green - Ik Ken Hem      | Fresku - Kutkop                      | Bang Bros (Hef en Murda) - Do Lowlands |
| Murda Turk & FS Green - De Kassier | Reverse, Ado'nis & Jayh - Fock Wachten  | Hef - Overal                         | Faberyayo - Het Grote Gedoe            |
| SirOJ - Goed Ontmoet               | Sticks - Tijgers & Draken               | Murda Turk & FS Green - Lekker Bezig | Kempi - Du Gangsta Tape                |
| Sticks - Alledaagse Waanzin        | Opposites, Gers & Sef - Broodje Bakpao  | Opposites - Licht uit                | Winne - So So Lobi                     |

## 2011
- Beste artiest: Kleine Viezerik
- Beste Album: De Jeugd van Tegenwoordig - De lachende Derde
- Beste Single: Sef - De Leven
- Beste Video: Mr. Polska - Gustav
- Beste Mixtape: Fakkelteitgroep - FTG3
- Beste Groep: Nouveau Riche
- Beste Producer: Boaz v/d Beatz
- Beste DJ: FS Green
- Beste Live Act: Zwart Licht (XL)
- Nieuwe Revu's Rookie of the Year: MocroManiac
- 101BARZ Award: Green Gang

## Winnaars

### Per jaar
- Hoofdcategorieën

| Jaar | Artiest         | Groep                    | Producer       | Liveact     | Dj       | Rookie      |
| ---- | --------------- | ------------------------ | -------------- | ----------- | -------- | ----------- |
| 2008 | Kempi           | Opposites                | Big2           | Opposites   | Flexican | Sef         |
| 2009 | Winne           | Zwart Licht              | FS Green       | Zwart Licht | Flexican | Fresku      |
| 2010 | Hef             | Bang Bros (Hef en Murda) | FS Green       | Zwart Licht | FS Green | Mr. Polska  |
| 2011 | Kleine Viezerik | Nouveau Riche            | Boaz v/d Beatz | Zwart Licht | FS Green | MocroManiac |

- Aparte categorieën

| Jaar | 101 Barz          | Drop your Demo | Lijn5 Award | Lifetime Achievement |
| ---- | ----------------- | -------------- | ----------- | -------------------- |
| 2008 |                   | Zwart Licht    |             | Brainpower           |
| 2009 | Winne*            |                | Fresku      | The Anonymous Mis    |
| 2010 | Keizer & Priester |                |             | KC The Funkaholic    |
| 2011 | Green Gang        |                |             |                      |

- (*)= Winne gaf zijn award aan Kleine Viezerik

### Persoonlijk
Lijst met de winnaars vanaf 2008.
| #   | Artiest | Aantal Winnaar | Nominaties |
| --- | --- | -------------- | ---------- |
| 1.  | Zwart Licht | 6×             | 2×         |
| 2.  | Winne | 5×             | 2×         |
| 3.  | Fresku | 5×             | 1×         |
| 4.  | Kempi | 4×             | 3×         |
| 5.  | FS Green | 3×             | 4×         |
| 6.  | Hef | 3×             | 3×         |
| 7.  | The Opposites | 2×             | 6×         |
| 8.  | The Flexican | 2×             | 0×         |
| 9.  | Sef | 1×             | 5×         |
| 10. | Big2 | 1×             | 2×         |
| 10. | Ado'nis (Adje) | 1×             | 2×         |
| 12. | Mr. Probz | 1×             | 1×         |
| 12. | Bang Bros (Hef en Murda) | 1×             | 1×         |
| 12. | Keizer | 1×             | 1×         |
| 15. | Brainpower | 1×             | -          |
| 15. | The Anonymous Mis (Postman) | 1×             | -          |
| 15. | Crooks | 1×             | -          |
| 15. | Feis | 1×             | -          |
| 15. | Badboy Taya | 1×             | -          |
| 15. | Mr. Polska | 1×             | -          |
| 15. | Priester | 1×             | -          |
| 22. | Dio | -              | 10×        |
| 23. | Jiggy Dje | -              | 6×         |
| 23. | Flinke Namen | -              | 6×         |
| 25. | De Jeugd van Tegenwoordig | -              | 5×         |
| 25. | Pete Philly | -              | 5×         |
| 25. | Perquisite | -              | 5×         |
| 25. | Reverse | -              | 5×         |
| 25. | Murda Turk (Önder) | -              | 5×         |
| 30. | Fakkelbrigade | -              | 4×         |
| 30. | Jayh | -              | 4×         |
| 32. | Ziggi | -              | 3×         |
| 32. | Sjaak | -              | 3×         |
| 32. | SirOJ | -              | 3×         |
| 32. | Sticks | -              | 3×         |
| 32. | Typhoon | -              | 3×         |
| 36. | DJ MBA, Hayzee, DJ MP, Partysquad, Kraantje Pappie, Kyteman, BangBang, Dret & Krulle, Gers, Boef en de Gelogeerde Aap, SOUNDG8, Kleine Viezerik, DJ Abstract | -              | 2×         |
| 48. | Bas Bron, Colombiaanse Bloefgroep, DJ Gomez, Kubus, Sabrina Starke, Steen, Voicst, DJ Waxfiend, Mr. Wix, Zo Moeilijk, M.O & Brakko, DJ TLM, Lil' Vic, DJ Turne, Diggy Dex & Eva De Roovere, Aiky, Skenkie, Fotosynthese, Skinto, Akwasi, Blaxtar, Spacekees, Faberyayo, Jane Doe, Vic Crezée, DJ SP, D. Lipps, Tastic, Maikal X, Lastpac, GMB | -              | 1×         |